# 派恩赫斯特 (喬治亞州)
派恩赫斯特（英語：Pinehurst）是一個位於美國喬治亞州杜利縣的城市。

## 地理
派恩赫斯特的座標為32°11′40″N 83°45′40″W / 32.19444°N 83.76111°W，而該地的平均海拔高度為126米（即413英尺）。

## 人口
根據2010年美國人口普查的數據，派恩赫斯特的面積為2.60平方千米，當中陸地面積為2.60平方千米，而水域面積為0.00平方千米。當地共有人口455人，而人口密度為每平方千米175人。